# Juzu
A juzu (ゆず; Hepburn: yuzu; latin: C. ichangensis x C. reticulata var. austera, korábban C. junos), más néven japáncitrom egy Kelet-Ázsiából származó citrusféle, vadon nő Tibetben és Kína belsejében. Kinézetében hasonlít a mandarinhoz, az íze viszont a grépfrút és a citrom keveréke, tehát egy pikáns, savanykás ízű gyümölcs. Főképp a japánok termesztik.

## Termesztése
Japánban ma leginkább Sikoku szigetén termesztik, kétféle színben: zöldben és sárgában. Késő ősszel érik, sárguló termése a tél közeledtét jelenti számukra. Általában kis méretűre nő meg, de van belőle egészen nagy is. Kis fán vagy cserjén növekszik, aminek fő jellemzője, hogy teli van tüskékkel és nagy, illatos levelekkel. Szezonja télen van.

## Felhasználása
A juzu rendkívül egészséges, háromszor több C-vitamint tartalmaz, mint a citrom. Fogyasztható nyersen, de illik a tengeri ételekhez is. Készítenek belőle italokat, ecetet, olajat, teát, mártásokat.

### Felhasználása Japánban
A japán konyha főleg az aromás héját használja a gyümölcsnek, magát a gyümölcsöt alig használják valamire. Hagyomány, hogy a téli napforduló napján kötelező minimum egy juzuolajas fürdőt venni, hogy erőt merítsenek és felfrissüljenek. Felmelegíti a testet, ellazítja a fáradt izmokat, megnyugtatja az idegeket, antioxidánsokkal telítetté, puhává és élettelivé teszi a bőrt. Kjúsúi különlegesség a juzu-kosó, juzuhéjból, zöld csilipaprikából és sóból készült paszta.

### Felhasználása Koreában
A koreai konyha a juzut főleg teakészítéshez használja. A gyümölcsöt és annak héját összekeverik rengeteg cukorral vagy mézzel és folyékony, szirupszerű lekvárt főznek belőle, amit teaként fogyasztanak.

### Felhasználása nyugaton
A juzut a 21. század elején egyre inkább használják a szakácsok az Egyesült Államokban és más nyugati országokban. Egy finn üditőital gyártó cég, a Hartwall  piacra dobott egy limitált kiadású italt, ami juzut tartalmazott. A juzut felhasználják még egy holland sörhöz, aminek a neve „iKi”. Ausztráliában kedvelt íz a Mentos „3D” rágógumi, ami juzu-grapefruit-narancs ízesítésű.

### Felhasználása Magyarországon
Magyarországon juzuval kevés termékben találkozhatunk, azonban a Mad Scientist sörfőzde előszeretettel használja különböző söreiben a kellemes ízvilága miatt. A Hell limitált kiadásban forgalmazza Guava-Yuzu ízesítésű energiaitalát.
A szigetszentmiklósi Sweetic Csokoládé Manufaktúra 2 bonbonjában is megtalálható ez a különleges citrusfajta, mégpedig a yuzu-matcha-gyömbér és a tropical bonbonokban. A yuzu egyébként csodás összhangban van a gyömbérrel és a Japánból ismert Matcha teával.

## A juzu rokonai
- Citrom: A citrom déligyümölcs és egyben fűszer is a citrusfélék csoportjából.
- Grépfrút: A citrusfélék legfiatalabb tagja. Íze fanyar, kesernyés.
- Mandarin: A mandarin a citrusfélék közé tartozó déligyümölcs. Dél-Kínából származik.
- Szudacsi: Kicsi, savanyú citrom alakú gyümölcs, hasonlít a juzura. A szudacsi jóval kisebb, mint a juzu, zöld és több a gyümölcshúsa. Gyakran roston sült halra facsarják. A japán konyha része már régóta. Fő termesztése a Tokusima prefektúrában található.[2]